# Saint-Abit
Saint-Abit ist eine französische Gemeinde mit 300 Einwohnern (Stand 1. Januar 2022) im Département Pyrénées-Atlantiques in der Region Nouvelle-Aquitaine (vor 2016: Aquitanien). Die Gemeinde gehört zum Arrondissement Pau und zum Kanton Ouzom, Gave et Rives du Neez (bis 2015: Kanton Nay-Ouest).
Der Name der Gemeinde geht auf einen heiligen Avitus zurück. Es gab mehrere Personen dieses Namens, der bekannteste unter ihnen ist Avitus von Vienne, Bischof im 5. und 6. Jahrhundert. Aber es gab auch einen Eremiten im Périgord des 6. Jahrhunderts, einen Abt der Abtei Saint-Mesmin de Micy im 6. Jahrhundert und einen Bischof von Clermont im 6. Jahrhundert.
Die Bewohner werden Saint-Abitois und Saint-Abitoises genannt.

## Geographie
Saint-Abit liegt ca. 15 km südöstlich von Pau in der historischen Provinz Béarn.
Umgeben wird der Ort von den Nachbargemeinden:
|           | Pardies-Piétat                              |              |
| Bosdarros | Kompassrose, die auf Nachbargemeinden zeigt | Boeil-Bezing |
|           | Arros-de-Nay                                |              |

Saint-Abit liegt im Einzugsgebiet des Flusses Adour.
Der Luz, ein Nebenfluss des Gave de Pau, durchquert das Gemeindegebiet mit seinen Zuflüssen, dem Gest und dem Canal de l’Escourre.

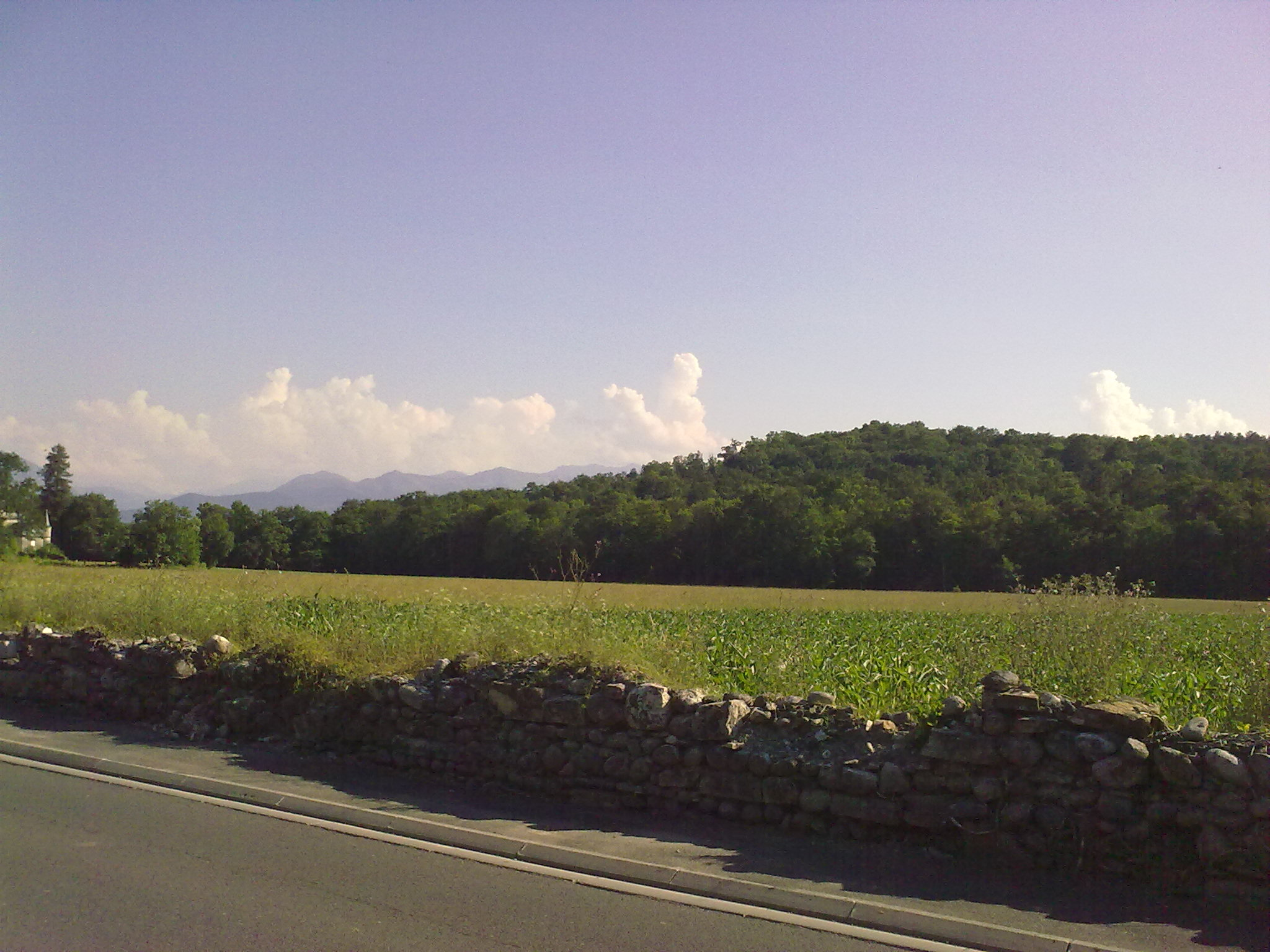
Blick auf die Pyrenäen von Saint-Abit

## Geschichte
Saint-Abit wurde im 13. Jahrhundert erstmals in den Aufzeichnungen erwähnt. Zu Ostern 1286 schworen Arnaud de Saint-Avit und Bernard de Saint-Avit den Lehnseid gegenüber dem Vicomte Gaston VII. von Béarn. Einer seiner Nachfolger, der Vicomte Gaston Fébus, vergab 1373 dem Hauptmann seiner Armée, Arnaud-Guilhem de Saint-Avit, den Titel des Abts des Laienklosters von Saint-Abit. 1385 gehörte das Dorf zur Bailliage von Pau. Es wurden in der Volkszählung des Béarn im selben Jahr 26 Haushalte gezählt. Da ein Haushalt durchschnittlich vier Personen repräsentierte, hatte Saint-Abit demnach ungefähr 104 Einwohner in dieser Zeit. Bei einer erneuten Volkszählung im Jahre 1553 wurden 56 Haushalte gezählt. Ab dem 16. Jahrhundert gab es zwei konkurrierende Laienklöster. Jeanne d’Albret, Königin von Navarra, führte den Protestantismus in ihrem Territorium ein als Form eines Widerstands gegen die Expansionspolitik der französischen Krone. Jean de Saint-Abit verweigerte die Gefolgschaft und wurde des Landes verwiesen. Seine Besitztümer wurden beschlagnahmt auf Grundlage einer Anordnung im September oder Oktober 1569. Die Pfarrkirche Saint-Pierre wurde geschlossen. Mit dem Edikt von Nantes 1598 erhielt Jean seinen Besitz und seine Privilegien zurück. Ein Beschluss der Ständeversammlung des Béarn im Jahre 1675 besagte, dass die Grundherrschaft von Saint-Abit auf drei Familien aufgeteilt war, zwei vermutlich davon als Laienkloster. Die Familie Peyré wohnte im Laienkloster, die Familie Abadie de Livron in einem kleinen Schloss und die Familie Espalungue d’Arros in einem Wohnhaus im Dorf. 1772 wurde bestätigt, dass die Familien Peyré und Livron Laienklöster besaßen und im Wechsel den Pfarrer nominierten. Allerdings vereinigten sich die Familien über eine Heirat bereits 1770.
Toponyme und Erwähnungen von Saint-Abit waren:
- Sanctus-Avitus (1286, Urkunden der Vicomté des Béarn),
- Sentebic (13. Jahrhundert, fors de Béarn, Manuskript aus dem 14. Jahrhundert, S. 75),
- Sent-Abit en Lissarre (1375, Verträge des Notars Luntz, Blatt 125),
- Sanct-Vit (1501, Notare aus Nay, Nr. 1, Blatt 61),
- Sancta-Bit (1538, réformation de Béarn, Manuskriptsammlung des 16. bis 18. Jahrhunderts),
- Saint Abit (1750 und 1793, Karte von Cassini bzw. Notice Communale),
- Abit (1801, Bulletin des Lois) und
- Saint-Abit (1863, Dictionnaire topographique du département des Basses-Pyrénées).[4][5][6]

### Einwohnerentwicklung
Nach einem ersten Höchststand der Einwohnerzahl von rund 370 in der Mitte des 19. Jahrhunderts reduzierte sich die Zahl bis zu den 1970er Jahren auf rund 150 Einwohner. Seitdem ist ein erheblicher Wachstumstrend zu verzeichnen, der die Größe der Gemeinde mehr als verdoppelte.
| Jahr      | 1962 | 1968 | 1975 | 1982 | 1990 | 1999 | 2006 | 2009 | 2022 |
| --------- | ---- | ---- | ---- | ---- | ---- | ---- | ---- | ---- | ---- |
| Einwohner | 170  | 166  | 150  | 168  | 195  | 274  | 347  | 363  | 300  |

## Sehenswürdigkeiten

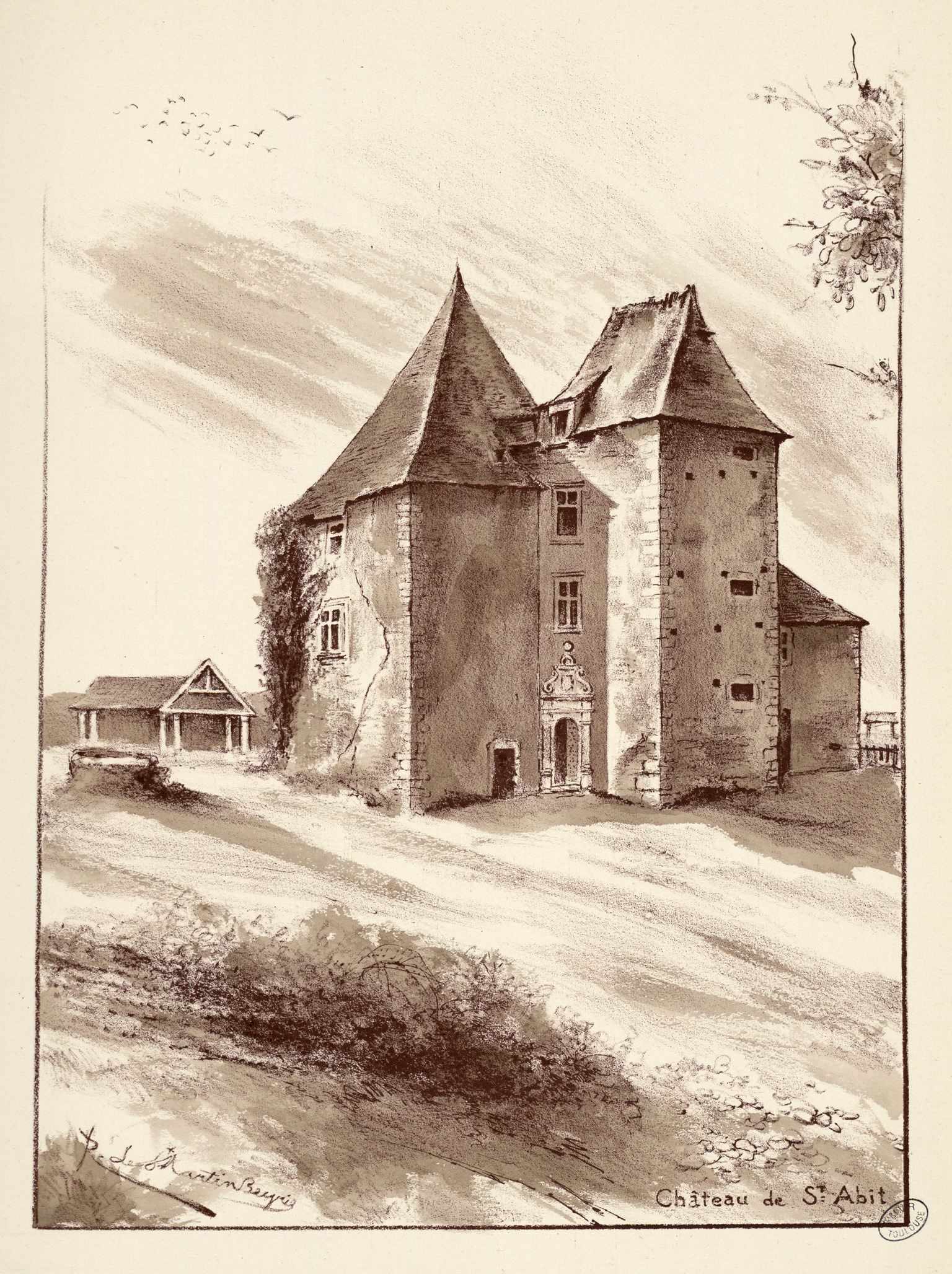
Ehemaliges Laienkloster von Saint-Abit

- Ehemaliges Laienkloster. Das „Bastion Labaddie“ genannte Anwesen befindet sich in der Nähe der Pfarrkirche. Auffälligstes Element ist der Gebäudeteil, der wie ein mittelalterlicher, viereckiger Donjon aussieht. Er besitzt Kreuzstockfenster im Stil der Renaissance aus Kalkstein von Lasseube oberhalb einer Tür mit einem Sprenggiebel aus dem gleichen Material. Das Wohngebäude ist mit Kieselsteinen und Kalksteinblöcken gebaut und besteht aus einem viereckigen Trakt mit zwei Etagen im Westen und einem rechteckigen Flügel mit einem Stockwerk im Osten, der möglicherweise zu einer späteren Zeit hinzugefügt wurde. Am Ende der südwestlichen Wand aus Kieselsteinen verschiedener Herkunft sind Kalksteinblöcke und rostfarbener Sandstein aus Asson eingefügt. Eine umfangreiche Restaurierung des Gebäudes fand in den 1990er Jahren statt.[9]

- Pfarrkirche, geweiht Johannes dem Täufer. Vor der Schließung der Pfarrkirche im Jahre 1569 im Zusammenhang mit dem Verbot der Ausübung der katholischen Konfession war die Pfarrkirche dem Apostel Petrus geweiht. Bei der Wiedereröffnung im Zuge des Edikts von Nantes hat sich die Gemeinde entschlossen, sie nun Johannes dem Täufer zu weihen. Dieser ist auf einer Darstellung des Altars und seinem Retabel im Chor zu sehen. Altar und Retabel sind als Holz gearbeitet und stammen aus dem 17. oder 18. Jahrhundert. Ebenfalls sind dort zwei Gemälde von Claude Gorse aus Pau, einem Malers des 20. Jahrhunderts, zu sehen. Die Kirche birgt zwei weitere Werke des Künstlers. Im Langhaus illustriert ein Bild das Abendmahl Jesu, im Seitenschiff ein weiteres die Anbetung der Hirten.[10]

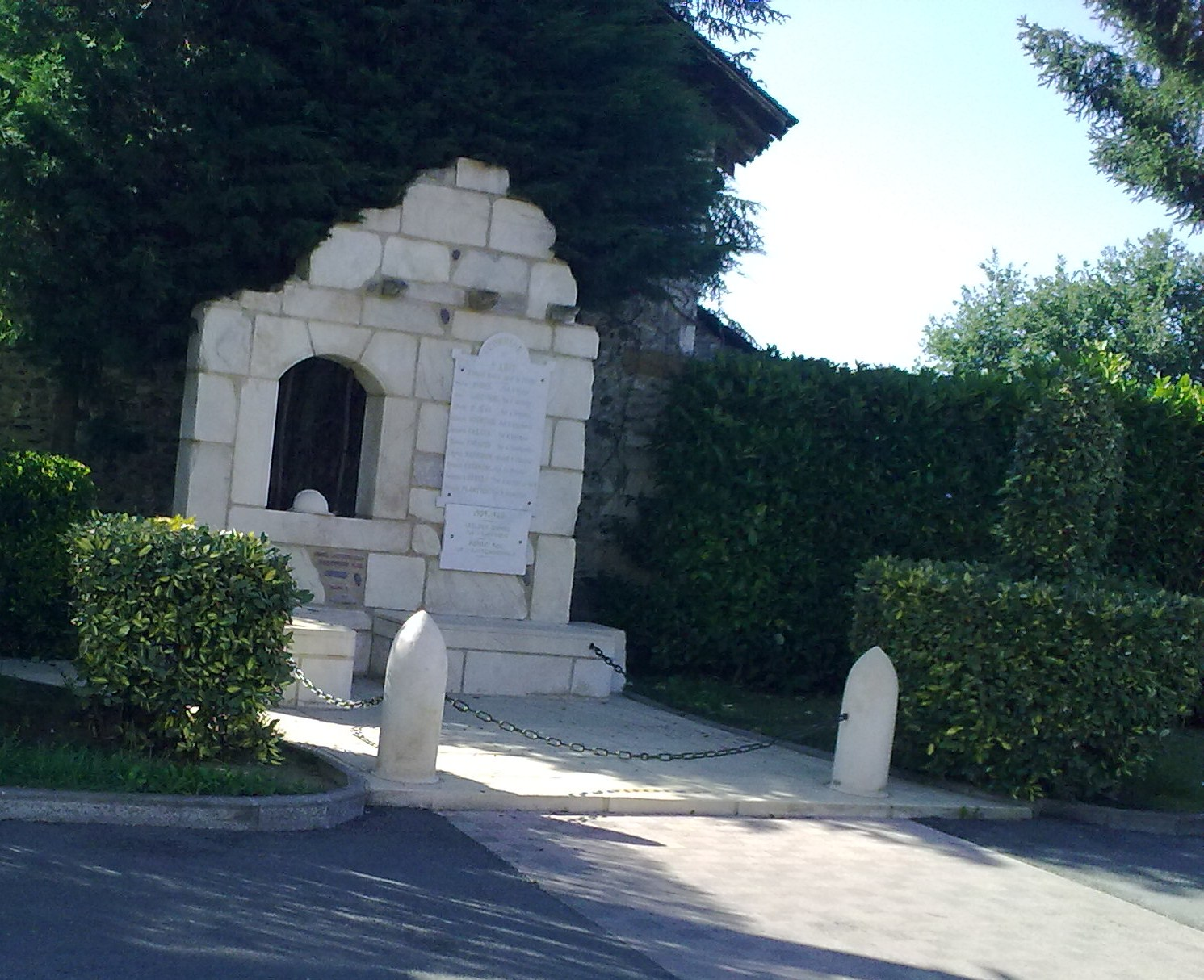
Ehrenmal für die Toten

- Ehrenmal für die Toten. Wie die meisten Gemeinden in Frankreich besitzt auch Saint-Abit ein Ehrenmal zum Gedenken an die gefallenen Soldaten der Gemeinde. Dieses Denkmal hat allerdings eine ungewöhnliche Form. Es besteht aus einem Mauerstück mit einer Fensteröffnung, auf der der Helm eines Soldaten abgelegt ist. Daneben zeigt eine Liste die Namen der zwölf Gefallenen der Gemeinde in den beiden Weltkriegen. Die unregelmäßige Kontur der Wand wie eine Ruine illustriert die Zerstörung, der Helm, wie von einem verschwundenen Soldaten abgelegt, die Trostlosigkeit eines Krieges.[11]

## Wirtschaft und Infrastruktur

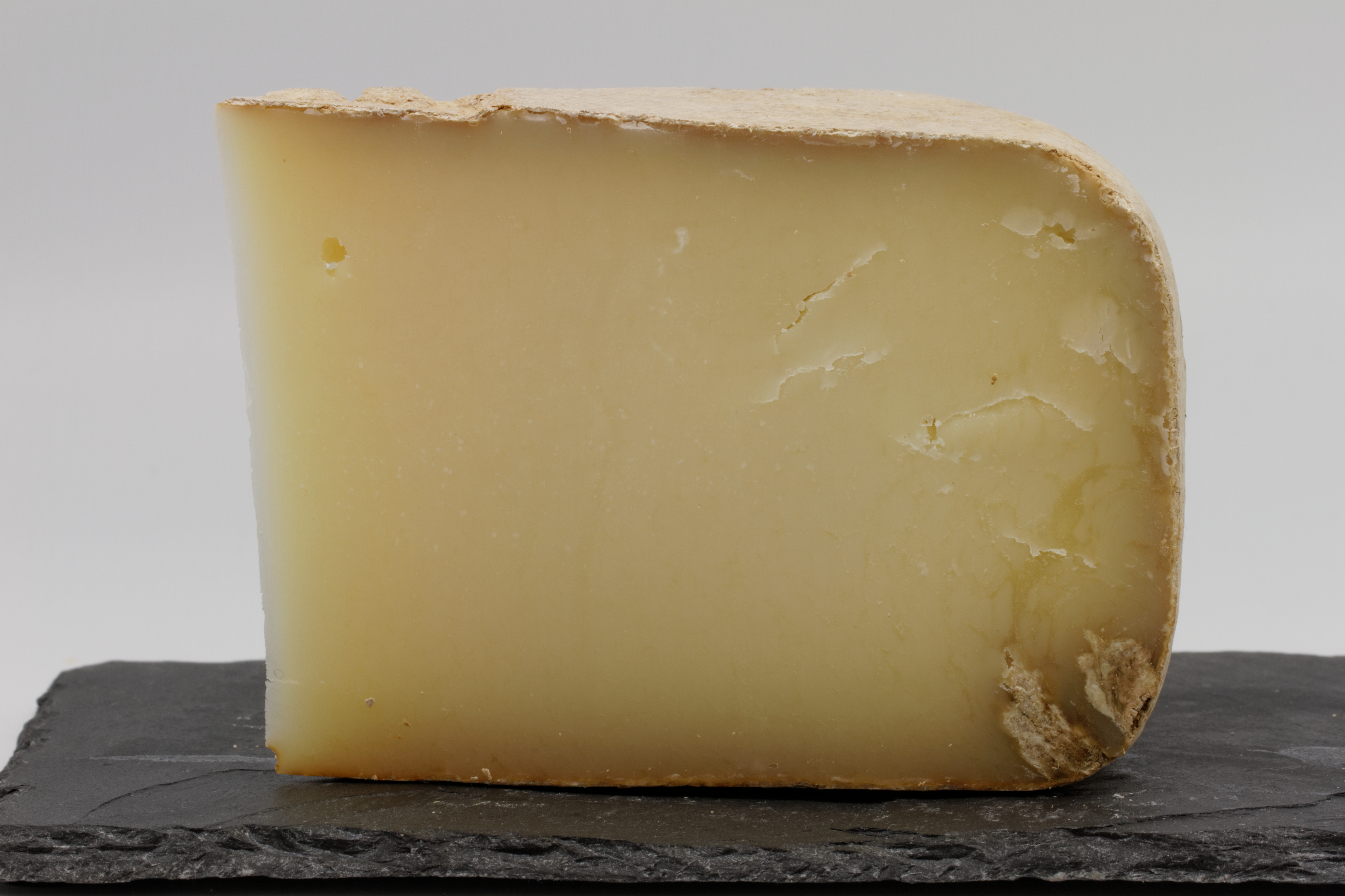
Ossau-Iraty

Saint-Abit liegt in der Zone AOC des Ossau-Iraty, eines traditionell hergestellten Schnittkäses aus Schafmilch.
Es gibt einen Verein Fermes Pédagogiques de l’Arroundade in Saint-Abit mit sechs Bauernhöfen, die ihre Tore für Schulklassen, Gruppen oder Familien öffnen, um den bäuerlichen Betrieb kennenzulernen.

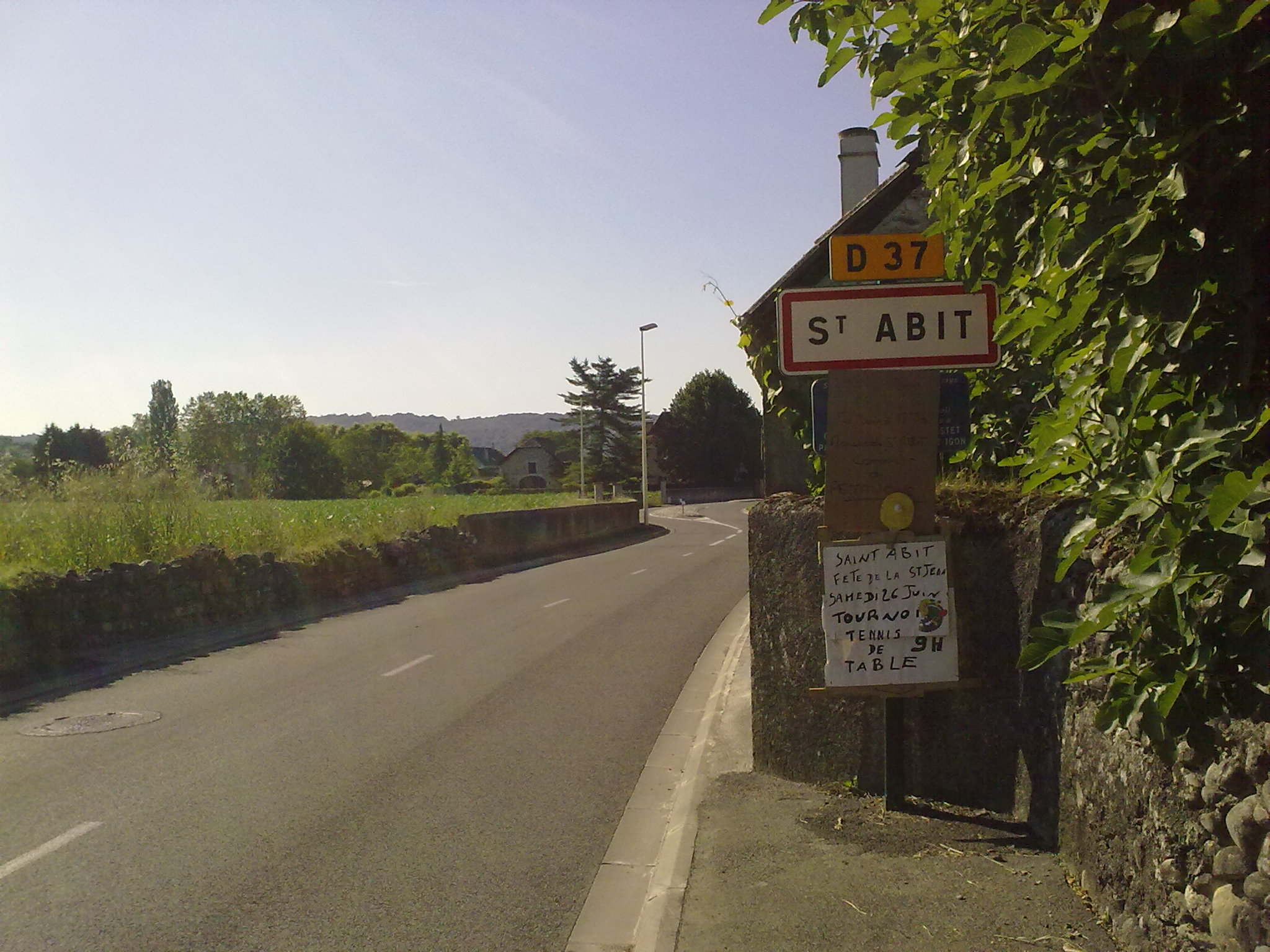
Ortseingang von Saint-Abit

### Verkehr
Saint-Abit wird durchquert von der Route départementale 37. Die Gemeinde ist über eine Linie des Busnetzes Transports 64 mit Pau, Nay und Lourdes verbunden.